# Велілья-де-ла-Сьєрра
Велілья-де-ла-Сьєрра (ісп. Velilla de la Sierra) — муніципалітет в Іспанії, у складі автономної спільноти Кастилія-і-Леон, у провінції Сорія. Населення — 29 осіб (2010).
Муніципалітет розташований на відстані близько 190 км на північний схід від Мадрида, 7 км на північний схід від Сорії.

## Демографія
Динаміка населення (INE ):

## Галерея зображень

Розташування муніципалітету Велілья-де-ла-Сьєрра